# Leonid Derkatsch

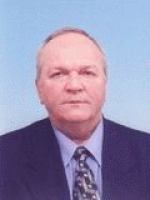
Leonid Derkatsch

Leonid Wassyljowytsch Derkatsch (* 19. Juli 1939 in Dnipropetrowsk, Ukrainische SSR; † 14. Januar 2022) war ein ukrainischer Politiker, General und Geheimdienstchef.

## Leben
Leonid Derkatsch absolvierte von 1961 bis 1964 seinen Militärdienst in den Sowjetischen Streitkräften und studierte anschließend bis 1970 an der Physikalisch-technischen Fakultät der Universität Dnipropetrowsk Maschinenbauingenieur. Daraufhin war er bei dem Raketenproduzenten Juschmasch als Oberingenieur tätig.
Ab 1972 war er beim KGB in der Oblast Dnipropetrowsk beschäftigt und machte 1973 eine Weiterbildung zur höheren Verwendung beim KGB.
Von 1983 bis 1988 war Derkatsch stellvertretender Direktor der Mechanischen Fabrik Pawlohrad und Leiter des KGB in Pawlohrad.
Im Februar 1988 wurde er der Leiter der Personalabteilung und stellvertretender Chef des KGB in der Oblast Dnipropetrowsk.
Von Dezember 1992 an war er Leiter des Staatsdienstes der Ukraine für technischen Informationsschutz.
Von August 1994 bis Juli 1995 war Leonid Derkatsch Erster Stellvertreter des Vorsitzenden des ukrainischen Inlandsgeheimdienstes Sluschba bespeky Ukrajiny (SBU) Walerij Malikow, leitete dann vom 11. Juli 1995 bis zum 22. April 1998 den Staatlichen Zolldienst der Ukraine (ukr. Державна митна служба України) und wurde schließlich am 22. April 1998 Direktor des ukrainischen Inlandsgeheimdienstes (SBU). Am 10. Februar 2001 wurde er im Zusammenhang mit dem Kassetten-Skandal und dem Mord an dem Journalisten Heorhij Gongadse von seinem langjähriger Freund, dem damaligen Präsidenten der Ukraine Leonid Kutschma, aus diesem Amt entlassen. Vom 14. Mai 2002 bis zum 25. Mai 2006 war er Abgeordneter der Werchowna Rada, dem ukrainischen Parlament. Er trägt seit dem 23. August 2000 den militärischen Rang eines Armeegenerals der Ukraine.
Leonid Derkatsch leitete zusammen mit seinem 1967 geborenen Sohn Andrij Derkatsch die Derkatsch-Gruppe, eine Untergruppierung des Dnipropetrowsker Klans, einem politisch-wirtschaftlichen Klientelpolitiknetzwerk in der Stadt Dnipro.
Am 14. Januar 2022 verstarb Leonid Derkatsch, wie sein Sohn mitteilte. Er wurde 82 Jahre alt.

## Ehrungen
- 1990: Ehrenzeichen der Sowjetunion
- 1999: Bogdan-Chmelnizki-Orden 3. Klasse
- 1999: Sankt-Stanislaus-Orden